# Dzielnica IX Łagiewniki-Borek Fałęcki

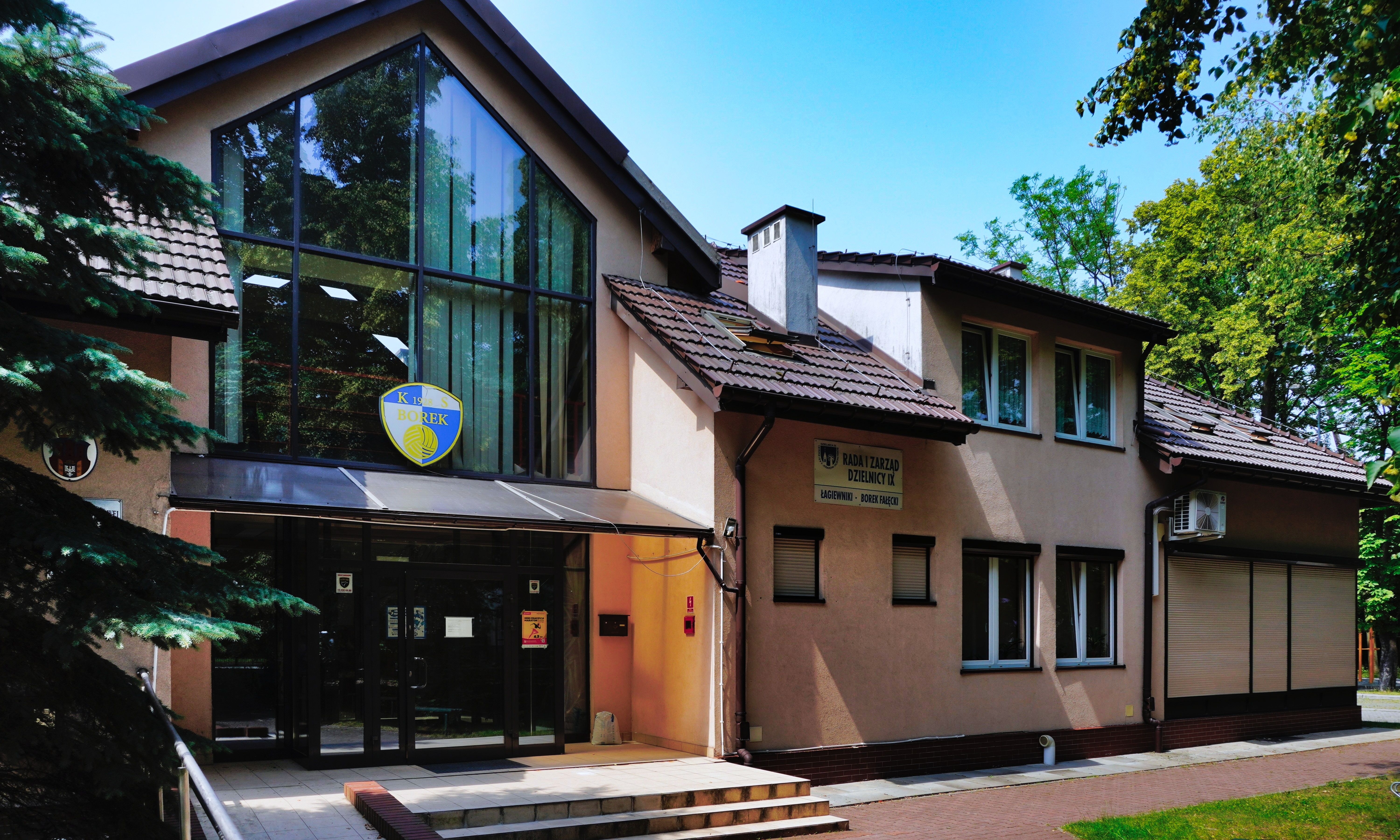
Budynek KS Borek przy ul. Żywieckiej 13 mieszczący m.in. siedzibę urzędu Dzielnicy IX Łagiewniki-Borek Fałęcki

Dzielnica IX Łagiewniki-Borek Fałęcki (do 24 maja 2006 Dzielnica IX Łagiewniki) – dzielnica, jednostka pomocnicza gminy miejskiej Kraków. Do 1990 r. wchodziła w skład dzielnicy Podgórze. Na terenie dzielnicy znajduje się Sanktuarium Bożego Miłosierdzia. Przewodniczącym Rady i Zarządu Dzielnicy w IX kadencji 2023–2028 jest Bogusław Gołas.

## Siedziba zarządu
ul. Żywiecka 13, 30-427 Kraków

## Demografia
| Rok  | Stan na koniec roku | Uwagi              |
| ---- | ------------------- | ------------------ |
| 2004 | 14.076              |                    |
| 2005 | 14.107              |                    |
| 2006 | 14.350              |                    |
| 2007 | 14.510              |                    |
| 2008 | b/d                 |                    |
| 2009 | 15.058              |                    |
| 2010 | b/d                 |                    |
| 2011 | 15.425              |                    |
| 2012 | 15.876              | stan na 21.02.2012 |
| 2013 | 15.995              | stan na 14.05.2013 |
| 2013 | 16.149              |                    |
| 2014 | 14.859              |                    |
| 2015 | 15.080              |                    |
| 2016 | 15.256              |                    |
| 2018 | 15.245              | stan na 06.01.2018 |
| 2018 | 15.259              |                    |
| 2019 | 15.235              |                    |
| 2020 | 15.266              |                    |
| 2021 | 15.282              |                    |
| 2022 | 15.234              |                    |
| 2023 | 15.236              |                    |

## Osiedla i zwyczajowe jednostki urbanistyczne
- Borek Fałęcki
- Łagiewniki
- Osiedle Cegielniana
- Osiedle Zaułek Jugowicki

## Granice dzielnicy
- z Dzielnicą XIII graniczy na odcinku od skrzyżowania rzeki Wilgi z ul. Brożka w kierunku na wschód południową stroną ul. Brożka (od południowo-wschodniego narożnika działki 1/6(32P) tj. od zbiegu granic Dzielnic VIII, IX i XIII, w poprzek rz. Wilgi tj. w poprzek działek 1/10(32P), 304(32P), 305/1(32P), 4/3(32P) dalej na wschód południową granicą działki 4/6(32P) na północny wschód północno-wschodnią granicą działki 4/6(32P) dalej na wschód południową granicą 4/6(32P) na wschód północnymi granicami działek 359/1(32P), 358/2(32P) w poprzek ul. Borsuczej, 72/6(32P), 404/1(32P), 404/2(32P), 404/3(32P), 404/4(32P), 7/3(32P), 11/1(32P), 12/1(32P), dalej na północny wschód północno-zachodnią granicą działki 17/2(32P), dalej na południowy wschód północno-wschodnią granicą działki 17/2(32P) i na południowy wschód południowo-wschodnimi granicami działek 139/7(30P), 139/2(30P), 124/3(30P), 124/12(30P), 124/11(30P), 124/9(30P) do ul. Zakopiańskiej i w poprzek ul. Zakopiańskiej na południowy wschód południowo-zachodnią granicą działki 300/6(30P) do północno-zachodniej granicy działki 216/13(30P), dalej na północny wschód północno-zachodnią granicą działki 216/13(30P) dalej granicą działki 216/13(30P) na południowy wschód kolejno na północny wschód północno-wschodnią granicą działki 218/4(30P) i 216/17(30P) w poprzek ul. ks. Tischnera do północno-zachodniej granicy działki 216/20(30P), dalej na południowy wschód wzdłuż północnej krawędzi ul. ks. Tischnera (północno-wschodnią granicą działki 216/20(30P), dalej północnymi granicami działek 213/6(30P), 213/19(30P), 213/43(30P), 211/13(30P), 211/19(30P), 212/8(30P), 212/9(30P)), do skrzyżowania z ul. Turowicza, w poprzek ul. ks. Tischnera na południowy wschód północno-wschodnią granicą działki 212/9(30P) na zachodnią stronę ul. Turowicza, dalej na południowy wschód, w poprzek działki 236/27(30P) do krawędzi jezdni łączącej ul. ks. Tischnera z ul. Turowicza, w miejscu przecięcia z północną granicą działki 236/33(30P) i połączeniem z granicą Dzielnicy XI Podgórze Duchackie.
- z Dzielnicą XI graniczy na odcinku od skrzyżowania ul. ks. Tischnera z ul. Turowicza na południe, zachodnią stroną ul. Turowicza do skrzyżowania z ul. Strumienną, dalej na południe zachodnią stroną ulicy Strumiennej do skrzyżowania z ulicą Pierzchówka, dalej w kierunku południowym zachodnią stroną ulicy Pierzchówka do skrzyżowania z ul. Kryształową, dalej na południe zachodnią stroną ul. Kryształowej do skrzyżowania z ul. Turowicza, dalej do północnej strony ul. Przykopy, następnie północną stroną ul. Przykopy do ul. Chmielnej w kierunku południowym, wschodnią stroną ul. Chmielnej do ul. Herberta, dalej na południe zachodnią stroną ul. Herberta do Węzła Łagiewnickiego im. kard. S. Sapiehy, do granicy z Dzielnicą X Swoszowice.
- z Dzielnicą X graniczy na odcinku od strony wschodniej, od południowo-wschodniego narożnika działki 17/5(90P) na południowy zachód południowo-zachodnią granicą działki 17/5(90P) do zachodniego wierzchołka działki 17/5(90P) następnie na północny zachód do południowo-wschodniego narożnika działki 19/1(90P) dalej na północny zachód południowo-zachodnimi granicami działek 19/1(90P), 19/2(90P), 15(66P) do linii kolejowej i w poprzek linii kolejowej południowo-zachodnią granicą działki 64/7(66P) wzdłuż linii kolejowej, po zachodniej stronie toru kolejowego w kierunku północno-wschodnim północno-zachodnią granicą działki 64/7(66P) do ul. Podmokłej, w poprzek ul. Podmokłej i na zachód północną stroną ul. Podmokłej, dalej północną stroną ul. Jugowickiej, północną granicą obrębu geodezyjnego 67 j.e. Podgórze do ul. Zakopiańskiej, w poprzek ul. Zakopiańskiej, na zachód północną stroną ul. Zawiłej, tj. północną granicą obrębu 68 j.e. Podgórze do ul. Żywieckiej tj. do granicy z Dzielnicą VIII Dębniki.
- z Dzielnicą VIII graniczy na odcinku od skrzyżowania ul. Zawiłej z ul. Żywiecką w kierunku północnym, wschodnią stroną ul. Żywieckiej i ul. Obozowej do skrzyżowania z ul. Podhalańską, dalej południową stroną ul. Podhalańskiej, na północny wschód do ul. Zbrojarzy i ul. Zbrojarzy do ul. Turonia i na północ wschodnią stroną ul. Turonia do ul. Ruczaj, dalej od skrzyżowania ul. Ruczaj z ul. Turonia, w kierunku północnym wschodnią stroną ul. Turonia do ul. Strąkowej, w poprzek ul. Strąkowej do ul. Lipińskiego, dalej wschodnią stroną ul. Lipińskiego (tylko bloki 15, 13, 11) do działki 288/8(31P) południowo-wschodnimi granicami działek 288/8(31P), 288/15(31P), 288/18(31P), 288/17(31P), do ul. Kusocińskiego, w poprzek ul. Kusocińskiego do zachodniego brzegu rzeki Wilgi tj. do zachodniej granicy działki 3/5(32P) i dalej na północny wschód zachodnim brzegiem rz. Wilgi do granicy z Dzielnicami XI i XIII tj. północno-wschodnimi granicami działek 134/21(31P), 134/17(31P), 133/1(31P), 132/13(31P), 132/15(31P), 1/7(32P) i 1/6(32P) do północno-wschodniego narożnika działki 1/6(32P) do zbiegu granic Dzielnic XI Podgórze Duchackie i XIII Podgórze.

## Komunikacja
- Kolejowa – Kraków Łagiewniki, Kraków Sanktuarium
- autobusowa – Autobusy miejskie w Krakowie
- tramwajowa – Linie tramwajowe w Krakowie

## Religia

### Kościół katolicki
- Sanktuarium Bożego Miłosierdzia

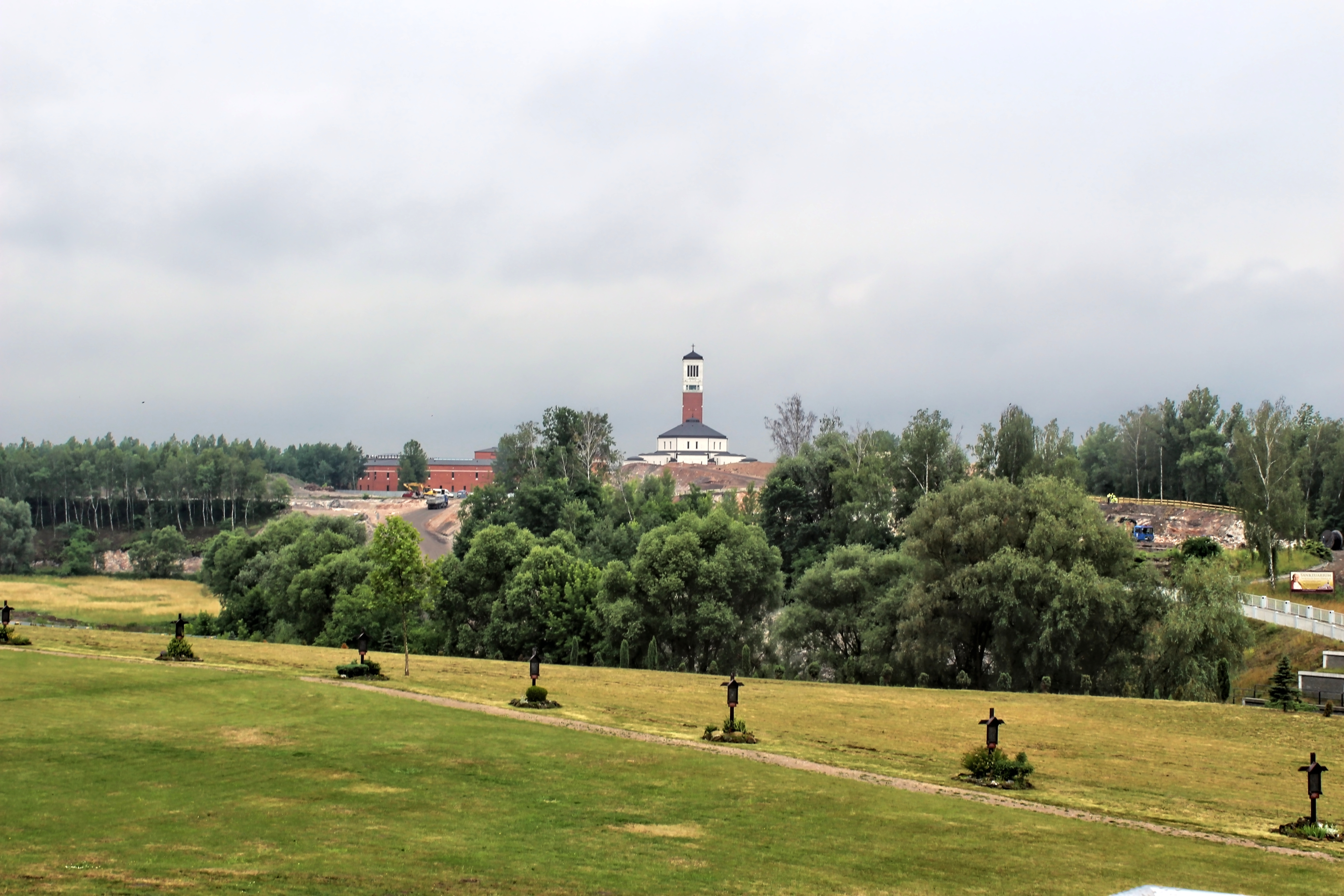
Widok z wieży Sanktuarium Bożego Miłosierdzia

- Parafia Najświętszego Serca Pana Jezusa
- Parafia Matki Bożej Saletyńskiej
- Parafia Matki Bożej Zwycięskiej